# Myllenyxis papuana
Myllenyxis papuana là một loài tò vò trong họ Ichneumonidae.